# Cricket op de Olympische Zomerspelen
Cricket stond in 1900  op het programma van de Olympische Spelen. In 1900 werd de meerdaagse variant van het testcricket gebruikt. In 2023 voegde het Internationaal Olympisch Comité de variant Twenty20 toe aan de Olympische Zomerspelen 2028. 

## Onderdelen
| Testcricket (m) | • | 1 |  |  |  |  |
|                 |   |   |  |  |  |  |
| Totaal          | 1 | 1 |  |  |  |  |

## Medaillespiegel
| rang   | land             | goud | zilver | brons | totaal |
| ------ | ---------------- | ---- | ------ | ----- | ------ |
| 1      | Groot-Brittannië | 1    | 0      | 0     | 1      |
| 2      | Frankrijk        | 0    | 1      | 0     | 1      |
| totaal | totaal           | 1    | 1      | 0     | 2      |

Parijs 1900 · Los Angeles 2028 
Olympische medaillewinnaars
Olympische Zomerspelen
Olympische Winterspelen
Gerelateerd
Olympische Jeugdspelen · Paralympische Spelen · Deaflympische Spelen · Special Olympic World Games
IOC · COA · BOIC · NOC*NSF · NAOC · SOC